# インターフレンド
有限会社インターフレンド（INTERFRIEND CO.,LTD.）は、日本の芸能事務所。所在地は、東京都港区西麻布。

## 所属者

### タレント
- 松田幸樹
- 高山凌
- 松井友作
- 降矢由美子
- 隈元ますみ
- 星菜優良
- 神農幸
- 速水典子
- 高橋亜矢子
- 飯塚ひより
- 水谷ケイ
- 吉澤洋子
- 河野うさぎ
- 松田ケイジ
- 中山峻
- 野田将人
- 白石有馬
- 法月輝美
- 京町佳耶
- 伊東篤志
- 松本健司
- 番場祐海
- 平みち
- 大和屋ソセキ
- 不二子
- 佐藤もみじ
- 黒瀬友望
- 小林沙織
- チャッピー大岩
- 麻生零子
- 日高久美子
- 杏樹

### モデル
- 小島チエ

### 文化人
- 渡邊恵
- 富岡忠文
- 森良子

## 過去の所属者
- 大島ちあき
- 石川絵里
- 荒木貴裕
- 水上莉枝子
- 江藤純